# Elsa Gollerová
Elsa Gollerová, křtěná Elizabeth, Maria, Josephine, Antonie, též Elisabeth Goller (1. října 1868 Trmice – 1955 Praha) byla německo-česká fejetonistka a překladatelka, náležící k okruhu novinářů kolem německých tiskovin Politik, Union a Prager Presse. Později se živila jako učitelka různých jazyků.

## Život

### Mládí a studium
Narodila se jako druhé přeživší dítě ze šesti dětí v rodině architekta a ředitele stavební banky Antona Gollera (*1833) a jeho české manželky Gabriely rozené Názowské (*1845). Dědeček Anton Goller býval správcem panství Kinských v Přešticích. V letech 1872-1900 rodina bydlela v Praze. Od roku 1910 Elsa bydlela v Praze u svého strýce, někdejšího hospodářského správce Hlávkova panství v Lužanech, a jeho manželky Anny.
Její výchova a vzdělání byly německé. Proto se cítila teritoriální Češkou, ale psala převážně německy. Zůstala svobodná.

### Kariéra
Většinu života strávila v Praze. Byla zapsána jako soukromnice. Přátelila se, nebo alespoň udržovala korespondenci s mnoha umělci, zejména literáty, např. spisovatelem Emilem Zolou nebo fotografem Paulem Nadarem.

## Dílo
Začala psát do místních německých časopisů Teplitz-Schönauer Anzeiger, Budweiser Zeitung, ale také do deníků Bohemia, Politik, Deutsches Volksblatt a do Reichswehr Wien, kde uveřejňovala drobné povídky, medailonky osobností a překlady z češtiny, ruštiny nebo francouzštiny do němčiny. Řada jejích fejetonů a medailonků vzpomínkového charakteru zůstala v rukopisech.
Přeložila například povídku Julia Zeyera Mik Olympia (Praha 1900) nebo Ignatije Nikolajeviče Potapenka (1901).

## Pozůstalost
- Literární pozůstalost a soukromá korespondence je uložena v Památníku národního písemnictví v Praze.